# David Schwimmer
David Lawrence Schwimmer (Queens, Nova York, 2 de novembre de 1966) és un actor i director estatunidenc. El seu paper més conegut és el de Ross Geller a la sèrie Friends.

## Biografia
David Schwimmer va néixer a Nova York, però el dos anys es va traslladar a Los Angeles, Califòrnia. Va anar a Beverly Hills High School. Schwimmer va ser matriculat en una classe de teatre i va aparèixer en produccions teatrals. Es va graduar amb un títol de Bachelor of Arts en teatre i d'expressió, el 1988. Schwimmer va cofundar la Companyia de Teatre de Lookingglass. Després de graduar-se, va tornar a Los Angeles per seguir una carrera com a actor.
El 1989, Schwimmer va fer la seva aparició a televisió amb la pel·lícula A Deadly Silence. El 1992 va fer aparicions a les sèries L.A. Law,  The Wonder Years, NYPD Blue. El seu primer paper regular va ser a la sèrie de comèdia Monty.
El 1994 va tenir el seu primer paper important a la sèrie Friends com a Ross Geller. La primera vegada va rebutjar el paper, però després el va acceptar. Friends va durar deu temporades des del 1994 a 2004. Es va guanyar una nominació a l'Emmy en la categoria de millor actor secundari en una sèrie de comèdia el 1995.
Lluny de la televisió, Schwimmer va protagonitzar el seu primer paper protagonista en una pel·lícula va ser en la comèdia de 1996 Un amic desconegut (The Pallbearer), acompanyat per Gwyneth Paltrow.
El 2008 va doblar Madagascar i el 2009 Madagascar 2.
Com a director ha dirigit diversos episodis de Friends. El 2007 va dirigir la comèdia Run Fatboy Run.

### Retorn dramàtic (des de 2014)
L'any 2014, va ser presseleccionat per produir i ser el cap de cartell d'una nova comèdia per a la cadena ABC, titulada Irreversible. És finalment reemplaçat per Justin Long, i el projecte no passa de l'episodi pilot.
L'any 2015, l'actor accepta més tornar a un registre dramàtic, rodant de cop dues sèries difoses l'any 2016: fa el paper de Robert Kardashian per a la primera temporada de la sèrie American Crim Story, produïda pel guionista Ryan Murphy, i consagrada al procés de l'esportista O. J. Simpson.
A continuació durant l'estiu, té un dels dos papers principals d'una nova sèrie dramàtica, Feed the Beast, a l'AMC. L'actuació de l'actor és unànimement saludada, però el programa és un fracàs de critica, i les audiències molt dèbils. La sèrie no passa doncs una sola temporada de deu episodis.

### Vida privada
David Schwimmer va sortir amb la cantant i actriu australiana Natalie Imbruglia de 1996 a 1997, l'actriu i model israeliana Mili Avital l'any 2001, i l'actriu Carla Alapont de 2002 a 2003. Ha tingut igualment una relació amb la cantant anglesa Tina Barrett l'any 2004.
Des de 2007, era el company de l'artista i fotògrafa britànica Zoë Buckman, 19 anys més jove. Després de prometre's el març de 2010, es casen el 4 de juny de 2010 en una cerimònia privada. Junts, tenen una filla, Cleo Buckman Schwimmer (nascuda el 8 de maig de 2011). Anuncien la seva separació en un comunicat l'abril de 2017

## Filmografia

### Cinema
| Any  | Pel·lícula                                              | Paper               | Notes                    |
| ---- | ------------------------------------------------------- | ------------------- | ------------------------ |
| 1988 | Biloxi Blues                                            | Soldat al tren      | No figura en els crèdits |
| 1991 | Flight of the Intruder                                  | Oficial             |                          |
| 1992 | Crossing the Bridge                                     | John Anderson       |                          |
| 1993 | Twenty Bucks                                            | Neil Campbell       |                          |
| 1993 | The Waiter                                              | Evil Waiter         |                          |
| 1993 | The Pitch                                               | Vinnie              | Curtmetratge             |
| 1994 | Llop                                                    | Policia             |                          |
| 1995 | The Party Favor                                         | Curtmetratge        |                          |
| 1996 | Un amic desconegut (The Pallbearer)                     | Tom Thompson        |                          |
| 1997 | Breast Men                                              | Dr. Kevin Saunders  |                          |
| 1998 | The Thin Pink Line                                      | Kelly Goodish/J.T.  |                          |
| 1998 | Kissing a Fool                                          | Max Abbitt          |                          |
| 1998 | Six Days Seven Nights                                   | Frank Martin        |                          |
| 1998 | Apt Pupil                                               | Edward French       |                          |
| 1999 | Camins encreuats (It's the Rage)                        | Chris               |                          |
| 2000 | Amor i sexe (Love & Sex)                                | Testimoni de Jehovà | No figura en els crèdits |
| 2000 | Trossets picants (Picking Up The Pieces)                | Pare Leo Jerome     |                          |
| 2001 | Hotel                                                   | Jonathan Danderfine |                          |
| 2001 | Rebel·lió a Polònia - Revolta en el gueto               | Yitzhak Zuckerman   |                          |
| 2005 | Duane Hopwood                                           | Duane Hopwood       |                          |
| 2005 | Madagascar                                              | Melman              | Veu                      |
| 2006 | Big Nothing                                             | Charlie             |                          |
| 2007 | Run Fatboy Run                                          | Director            |                          |
| 2008 | Madagascar 2                                            | Melman              | Veu                      |
| 2008 | Nothing But the Truth                                   | Ray Armstrong       |                          |
| 2010 | Trust                                                   | Director            |                          |
| 2012 | The Iceman                                              | Josh Rosenthal      | Secundari                |
| 2012 | Madagascar 3                                            | Melman              | Veu                      |
| 2013 | Els Pingüins de Madagascar (The Penguins of Madagascar) | Melman              | Veu                      |
| 2014 | Pretenders                                              | Joe                 | Paper principal          |
| 2014 | Irreversible                                            | Andy                | Protagonista             |
| 2019 | The Laundromat                                          | Matthew Quirk       |                          |

### Televisió
| Any         | Pel·lícula                                | Paper                 | Notes        |
| ----------- | ----------------------------------------- | --------------------- | ------------ |
| 1982        | Esquadró de policia                       | Pacient               | 1 episodi    |
| 1989        | A Deadly Silence                          | Robert 'Rob' Cuccio   | Telefilm     |
| 1991 – 1992 | The Wonder Years                          | Michael               | 4 episodis   |
| 1992 – 1993 | L.A. Law                                  | Dana Romney           | 5 episodis   |
| 1993        | NYPD Blue                                 | Josh '4B' Goldstein   | 4 episodis   |
| 1993        | Blossom                                   | Sonny Catalano        | 2 episodis   |
| 1994        | Monty                                     | Greg Richardson       | 13 episodis  |
| 1994 – 2004 | Friends                                   | Ross Geller           | 236 episodis |
| 1995        | The Single Guy                            | Dr. Ross Geller       | 1 episodi    |
| 1996        | Urgències                                 | Dr. Karubian          | 1 episodi    |
| 1998        | Since You'veu Been Gone                   | Robert S. Levitt      | Telefilm     |
| 2001        | Band of Brothers                          | Capità Herbert Sobel  | 3 episodis   |
| 2001        | Rebel·lió a Polònia - Revolta en el gueto | Yitzhak Zuckerman     | Telefilm     |
| 2004        | Curb Your Enthusiasm                      | Ell mateix            | 3 episodis   |
| 2007        | 30 Rock                                   | Greenzo/Jared         | 1 episodi    |
| 2009        | Entourage                                 | Ell mateix            | 1 episodi    |
| 2011        | Come Fly With Me                          | Ell mateix            | 1 episodi    |
| 2012        | Web Therapy                               | Newell L. Miller      | 4 episodis   |
| 2015        | Episodes                                  | Ell mateix            | 1 episodi    |
| 2016        | American Crime Story                      | Robert Kardashian Sr. | 10 episodis  |
| 2016        | Feed the Beast                            | Tommy Habiten         | 10 episodis  |

## Premis i nominacions
| Any  | Premi                           | Categoria                                                                     | Treball                | Resultat  |
| ---- | ------------------------------- | ----------------------------------------------------------------------------- | ---------------------- | --------- |
| 1995 | Premis Emmy                     | Primetime Emmy al millor actor secundari en sèrie còmica                      | Friends                | Nominat   |
| 1996 | Premis American Comedy          | Actuació de repartiment masculina més divertida en una sèrie de televisió     | Friends                | Nominat   |
| 1996 | Premis Screen Actors Guild      | Millor repartiment de televisió - Comèdia                                     | Friends                | Guanyador |
| 1999 | Premi Blockbuster Entertainment | Actor de repartiment favorit en una comèdia/novel·la                          | Six Days, Seven Nights | Nominat   |
| 1999 | Premis Screen Actors Guild      | Millor repartiment de televisió - Comèdia                                     | Friends                | Nominat   |
| 2000 | Premis Screen Actors Guild      | Millor repartiment de televisió - Comèdia                                     | Friends                | Nominat   |
| 2000 | Premis TV Guide                 | Elecció de l'editor                                                           | Friends                | Guanyador |
| 2001 | Premis Screen Actors Guild      | Millor repartiment de televisió - Comèdia                                     | Friends                | Nominat   |
| 2002 | Premis Satellite                | Millor actuació d'un actor de repartiment en una sèrie, miniserie o telefilme | Band of Brothers       | Guanyador |
| 2002 | Premis Screen Actors Guild      | Millor repartiment de televisió - Comèdia                                     | Friends                | Nominat   |
| 2003 | Premis Screen Actors Guild      | Millor repartiment de televisió - Comèdia                                     | Friends                | Nominat   |
| 2004 | Premis Screen Actors Guild      | Millor repartiment de televisió - Comèdia                                     | Friends                | Nominat   |
| 2006 | Premis TV Land                  | Petó més memorable                                                            | Friends                | Nominat   |
| 2007 | Premis British Independent Film | Premi Douglas Hickox                                                          | Run Fatboy Run         | Nominat   |
| 2007 | Premis TV Land                  | Separació, d'una parella, tan dolenta que era bona                            | Friends                | Nominat   |